# 홍콩 컨벤션 센터

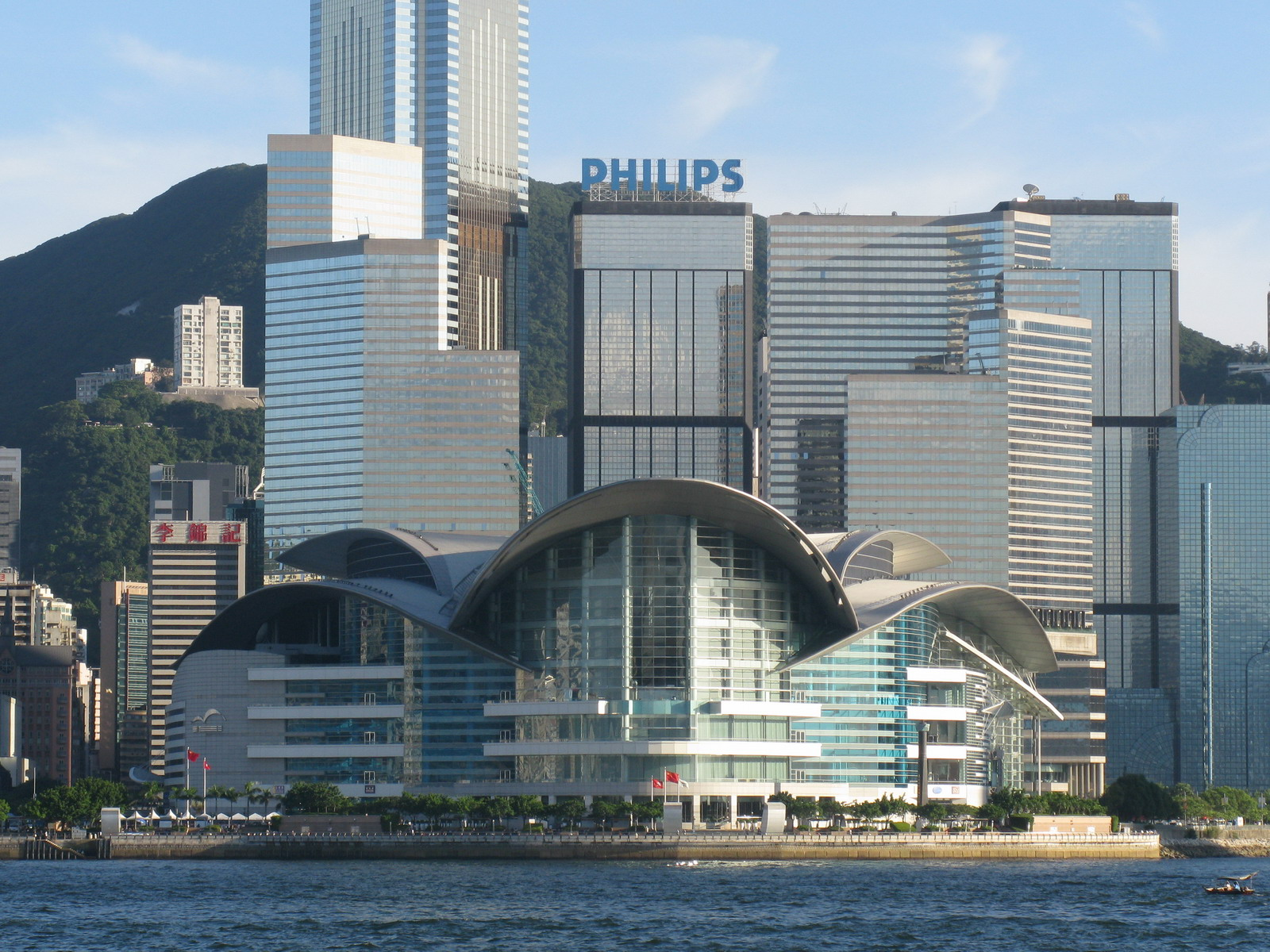
홍콩 컨벤션 센터

홍콩 컨벤션 센터(Hong Kong Convention and Exhibition Centre)는 홍콩의 홍콩섬 북부, 완자이 지구에 위치한 고층 빌딩, 컨벤션 센터, 호텔 등을 합친 복합 시설이다. 약칭은 HKCEC 또는 전시(會展). 홍콩 특별행정구 정부, 홍콩 무역발전국에서 공동 운영한다.

## 같이 보기
- 홍콩 무역발전국
- 완자이